# Liptovský Hrádok
Liptovský Hrádok é uma cidade da Eslováquia, situada no distrito de Liptovský Mikuláš, na região de Žilina. Tem 18,32 km² de área e sua população em 2020 foi estimada em 7.354 habitantes.

## Demografia
| Ano:        | 1994 | 2004   | 2014   | 2024   |
| ----------- | ---- | ------ | ------ | ------ |
| Broj ljudi: | 8606 | 8019   | 7629   | 6950   |
| Razlika:    |      | -6,82% | -4,86% | -8,90% |

| Ano:               | 2023 | 2024   |
| ------------------ | ---- | ------ |
| Número de pessoas: | 7003 | 6950   |
| Diferença:         |      | -0,75% |